# Euphonia pectoralis
Euphonia pectoralis là một loài chim thuộc họ Fringillidae. Trước đây nó được đặt trong họ Thraupidae.
Chúng được tìm thấy ở Argentina, Bolivia, Chile, và Peru.
Môi trường sống tự nhiên của chúng là các vùng đất thấp ẩm nhiệt đới hoặc cận nhiệt đới và các rừng montane nhiệt đới hoặc cận nhiệt đới.

Con trống

## Hình ảnh

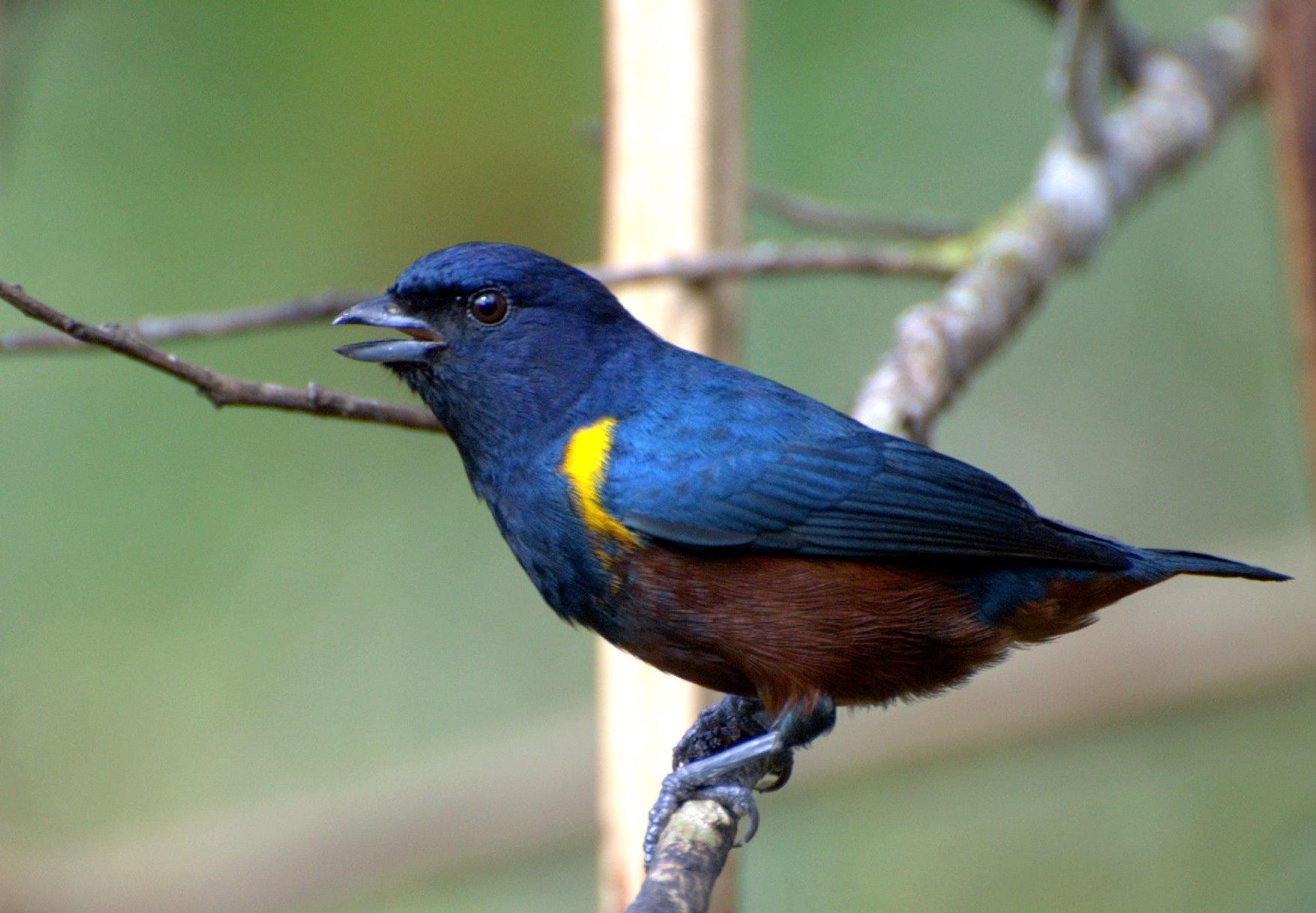
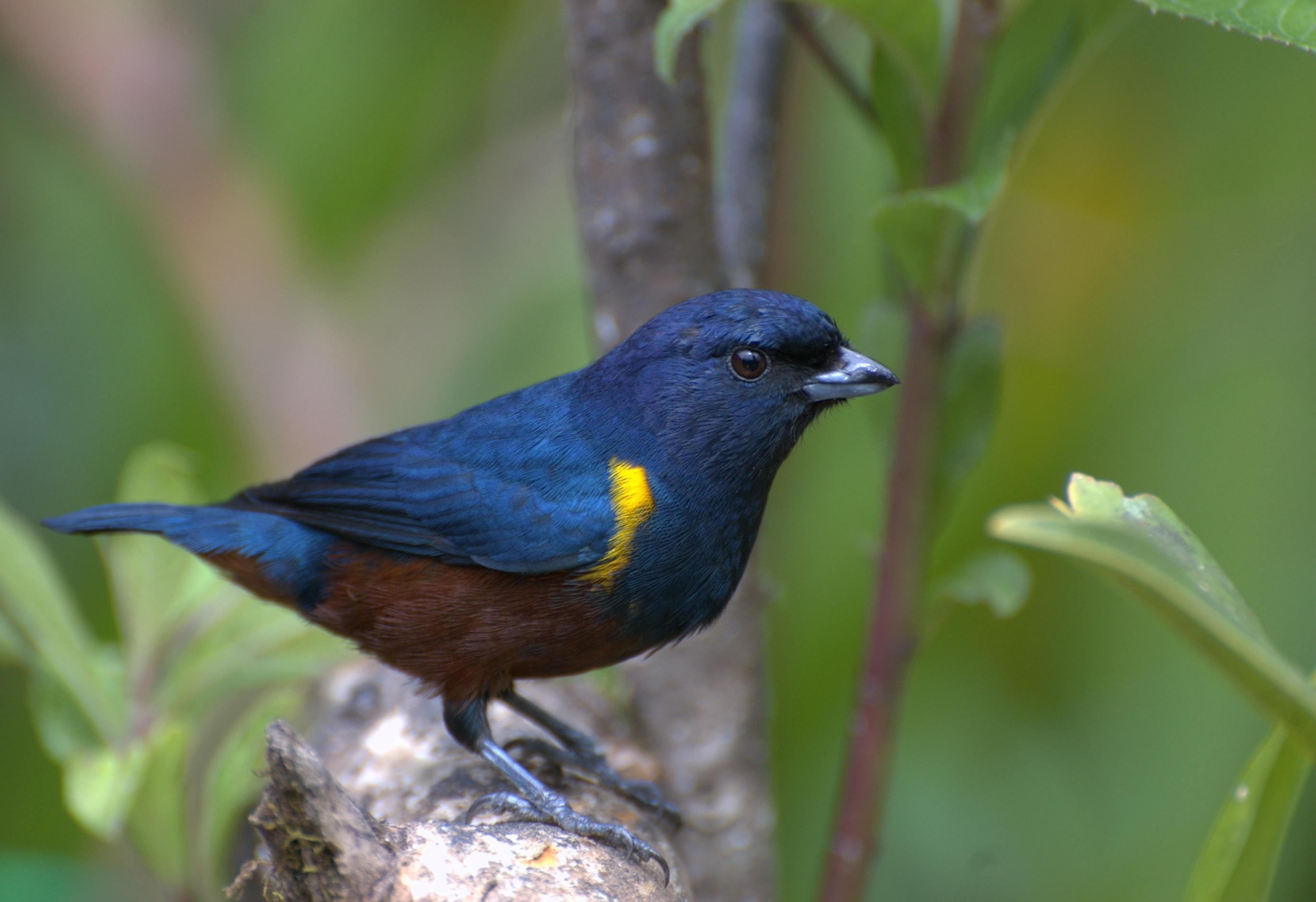
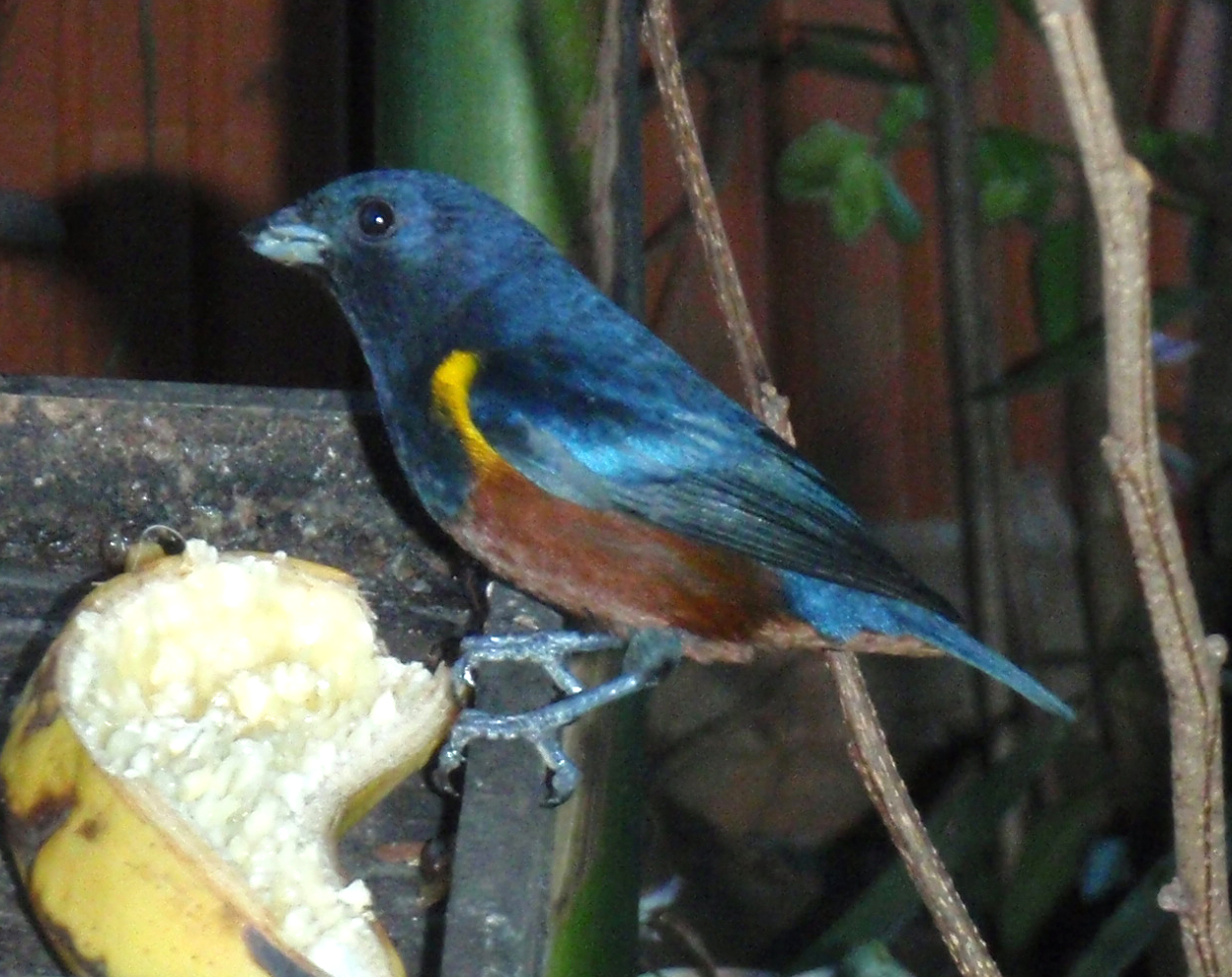
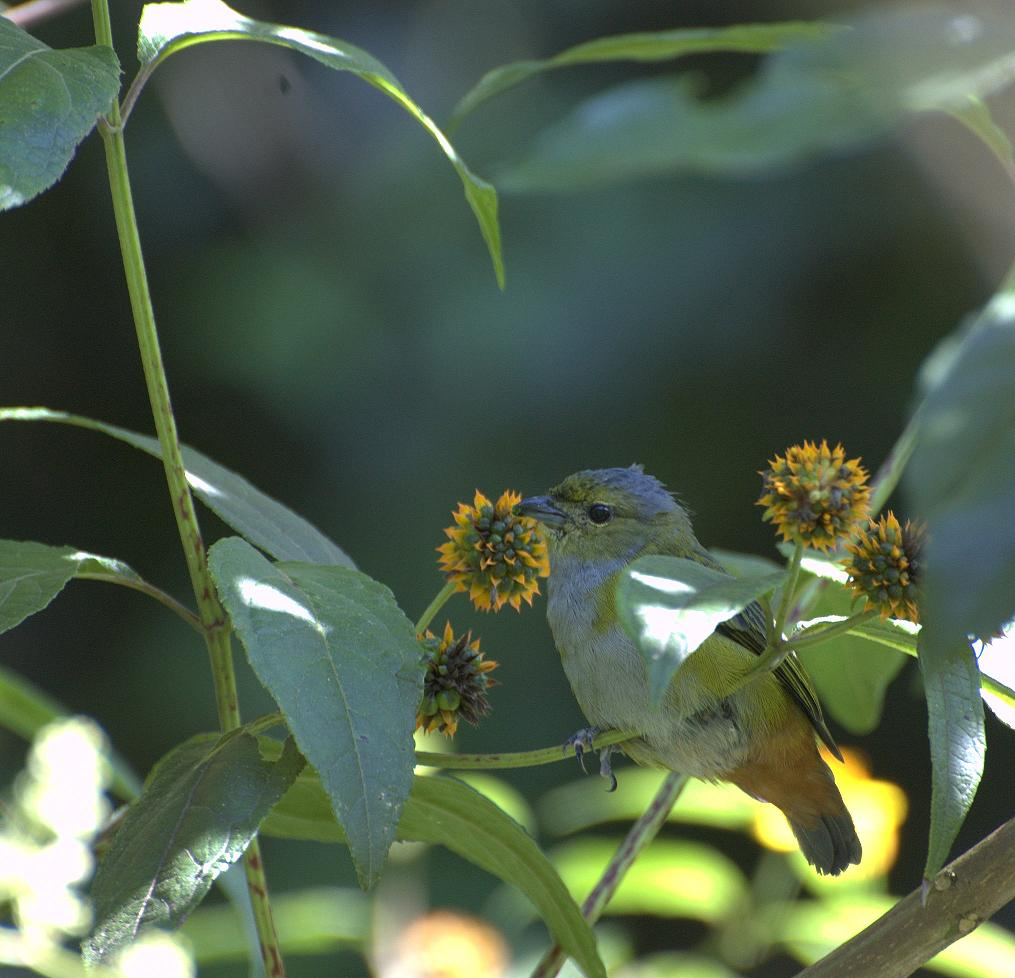